# Búsqueda
Búsqueda urugvajski je tjednik koji neprekidno izlazi od siječnja 1972. godine. Izlazi u tabloidnom obliku s mnoštvom slika i vrlo kratkim, sažetim tekstovima. 
Od 2000. uz tjednik se prodaje i časopis namijenjen ženskom čitateljstvu pod nazivom Gloria. Prilikom nacionalnih izbora ili športskih događaja izlaze i dodani novinski prilozi. Svi tekstovi i naslovi napisani su na španjolskom jeziku.
Tjednik je politički nagnut prema umjerenoj, ponekad i krajnjoj ljevici, te zastupa načela tzv. "ekonomskog liberalizma". Prema istražvanjima The New York Timesa, u Búsquedi su usporedno oglasi i Citibanka i Komunističke partije Urugvaja.
Danas je Búsqueda, zajedno s drugim tjednikom Brechom, jedan od najutjecajinih poltičkih tjednika i tiskovina u cijelom Urugvaju, pa i šire.
Tjednik je sudjelovao u otkrivanju urugvajskih državljana i tvrtki umiješanih u prevaru poznatu kao Panamski dokumenti.